# Nina Fahnøe
Nina Ella Damkier Fahnøe født Hansen 8. maj 1942 i København, er en tidligere dansk atlet som var medlem af Frederiksberg IF
Fahnøe deltog i OL 1964 i femkamp og længdespring og OL 1968 i femkamp. Hun har vundet 47 danske mesterskaber. Hendes bedste resultater var 6.27 i længdespring 1964 og 4738 point i femkamp 1968.

## Internationale mesterskaber
- 1968 OL Femkamp nummer 13 4738p DR serie: 10,9--10,92-1,59-6,19--25,0
- 1964 OL Længdespring nummer 20 5.89
- 1964 OL Femkamp nummer 9 4611p serie: 11,1-11,26-1,54-6,27 DR-25,9
- 1966 EM Længdespring 5,60
- 1966 EM Femkamp nummer 12 4402p serie: 11,3-10,89-1,53-5,79-26,3
- 1962 EM 80 meter hæk 11.4
- 1962 EM Femkamp nummer 8 4450p DR serie: 11,10-10,27-1,54-5,79-25,70w

## Danske mesterskaber
- 100 meter: 1962 og 1967
- 200 meter: 1967
- 80 meter hæk: 1961-1963, 1965-1968
- Længdespring: 1959-1967
- Femkamp: 1959-1968
- Ottekamp: 1961-1968
- 4 x 100 meter: 1962, 1963, 1966, 1967
- Danmarksturneringen: 1968-1971 og 1977-1978